# CZ Scorpion Evo 3
A Scorpion EVO 3 é uma carabina compacta produzida pela CZ. Há duas variantes: a A1, de fogo seletivo, e a S1, semiautomática. A designação EVO 3 indica que é a terceira geração de armas automáticas da fabricante CZ, desde a Skorpion vz. 61.

## Design
Desenvolvida a partir do protótipo eslovaco Laugo, a carabina Scorpion é compacta, leve e municiada em calibres destinados a pistolas. A variante A1 apresenta alavanca de manejo alternável para o lado direito e chave seletora ambidextra de quatro estágios, enquanto a S1 apresenta somente dois estágios. 
A versão padrão da carabina vem equipada com coronha rebatível e guarda-mão dotados de trilhos Picatinny, permitindo a acoplagem de empunhaduras, lanternas e lasers.